# Gabinet Dwighta Eisenhowera

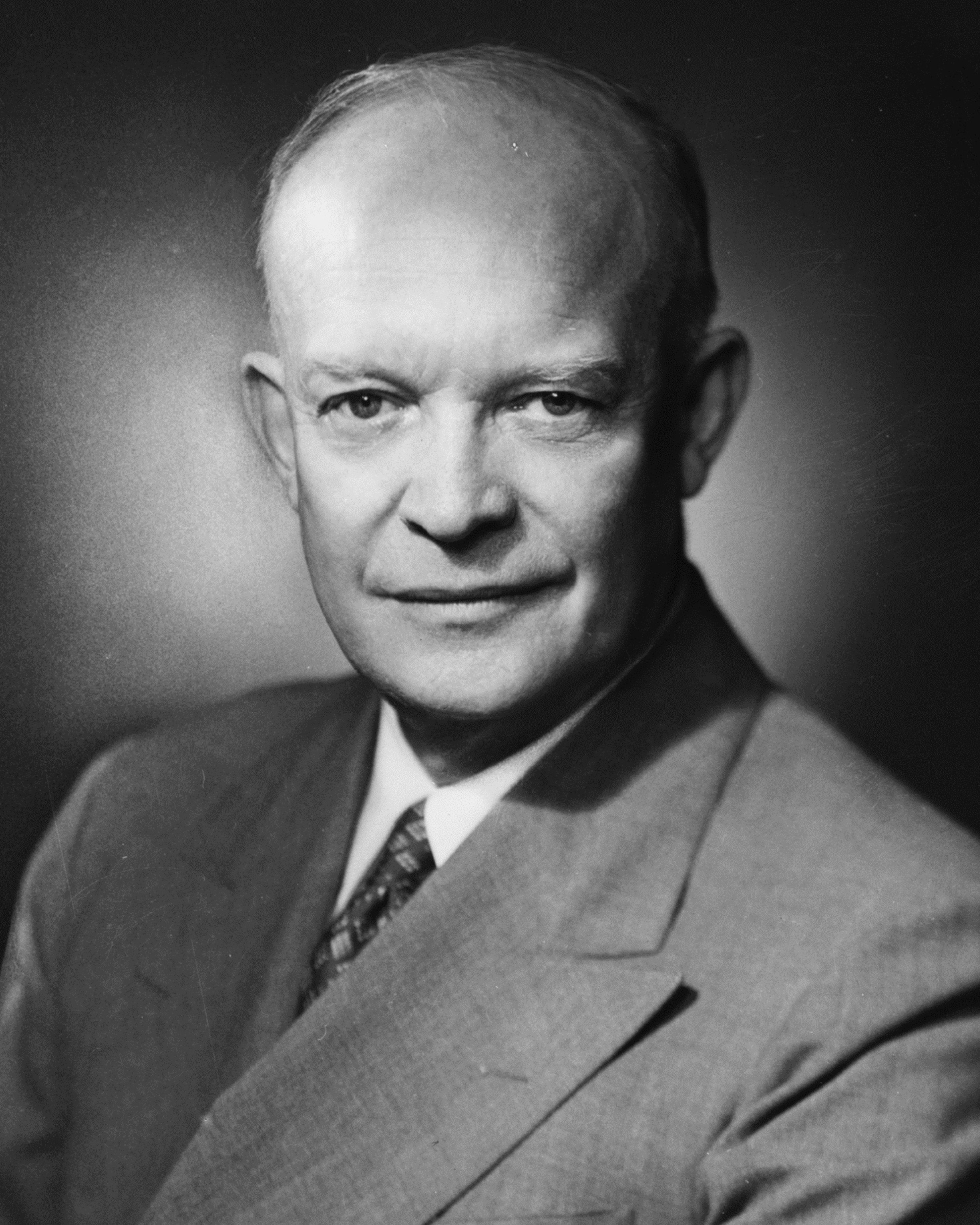

Gabinet Dwighta Eisenhowera – powołany i zaprzysiężony w 1953, po wyborach w 1952.
| Departament/Funkcja                                    | Imię i nazwisko                                             | Kadencja                                        |
| ------------------------------------------------------ | ----------------------------------------------------------- | ----------------------------------------------- |
| Prezydent                                              | Dwight D. Eisenhower                                        | 1953 – 1961                                     |
| Wiceprezydent                                          | Richard Nixon                                               | 1953 – 1961                                     |
| Sekretarz stanu                                        | John Foster Dulles Christian Archibald Herter               | 1953 – 1961                                     |
| Sekretarz skarbu                                       | George M. Humphrey Robert B. Anderson                       | 1953 – 1959 1959 – 1961                         |
| Sekretarz obrony                                       | Charles Erwin Wilson Neil H. McElroy Thomas S. Gates Jr.    | 1953 – 1957 1957 – 1959 1959 – 1961             |
| Prokurator generalny                                   | Herbert Brownell Jr. William P. Rogers                      | 1953 – 1957 1957 – 1961                         |
| Dyrektor Generalny Poczty                              | Arthur Summerfield                                          | 1953 – 1956                                     |
| Sekretarz zasobów wewnętrznych                         | Douglas McKay Fred Andrew Seaton                            | 1953 – 1956 1956 – 1961                         |
| Sekretarz rolnictwa                                    | Ezra Taft Benson                                            | 1953 – 1961                                     |
| Sekretarz handlu                                       | Sinclair Weeks                                              | 1953 – 1958                                     |
|                                                        | Frederick H. Mueller                                        | 1959 – 1961                                     |
| Sekretarz pracy                                        | Martin Patrick Durkin James P. Mitchell                     | 1953 1953 – 1961                                |
| Sekretarz zdrowia, edukacji i opieki społecznej        | Oveta Culp Hobby Marion B. Folsom Arthur Flemming           | 1953 – 1955 1955 – 1958 1958 – 1961             |
| Dyrektor Biura Budżetowego                             | Joseph Dodge Rowland Hughes Percival Brundage Maurice Stans | 1953 – 1954 1954 – 1956 1956 – 1958 1958 – 1961 |
| Ambasador Stanów Zjednoczonych przy ONZ                | Henry Cabot Lodge Jr. James Jeremiah Wadsworth              | 1953 – 1960 1960 – 1961                         |
| Dyrektor Agencji Bezpieczeństwa Wzajemnego             | Harold Stassen                                              | 1953                                            |
| Dyrektor Biura Mobilizacji Obronnej                    | Arthur Flemming Gordon Gray                                 | 1953 – 1957 1957 – 1958                         |
| Administrator Federalnej Administracji Obrony Cywilnej | Val Peterson Leo Hoegh                                      | 1953 – 1957 1957 – 1958                         |
| Dyrektor Biura Mobilizacji Cywilnej i Obronnej         | Leo Hoegh                                                   | 1958 – 1961                                     |
| Przewodniczący Komisji Energii Atomowej                | Gordon Dean Lewis Strauss John McCone                       | 1953 1953 – 1958 1958 – 1961                    |
| Szef personelu Białego Domu                            | Sherman Adams Wilton Persons                                | 1953 – 1958 1958 – 1961                         |